# Közép-Litván Köztársaság
A Közép-Litván Köztársaság (lengyelül: Republika Litwy Środkowej, litvánul: Vidurio Lietuvos Respublika), közismert nevén Közép-Litvánia (lengyelül: Litwa Środkowa, litvánul: Vidurinė Lietuva, fehéroroszul: Сярэдняя Літва), egy el nem ismert, rövid életű lengyel bábállam volt  amely 1920 és 1922 között létezett. 1920 október 12-én alapították miután az I. Litván–Fehérorosz Hadosztály, Lucjan Żeligowski tábornok vezetésével, elfoglalta a Vilniusi régiót, amelyre Litvánia igényt tartott.
Vilnius, Litvánia történelmi fővárosa, többségében lengyel anyanyelvű lakossággal rendelkezett, miközben a litván anyanyelvűek aránya mindössze 2–3% volt.  Ezért a lengyel hatóságok úgy döntöttek, hogy a régiónak az újonnan létrejött lengyel államhoz kell tartoznia, és katonai erővel próbálták megvalósítani ezt az elképzelést, figyelmen kívül hagyva a Curzon-vonalat. Kihasználták azt a helyzetet, hogy a Varsói csata győztes lengyeljei a lengyel–szovjet háborúban keleten előrenyomultak a bolsevikok ellen.
A lengyelek úgy vélték, hogy emiatt a lehető legtöbb vegyes lakosságú területet meg kell szerezniük, valamint meg kell védeniük a vitatott területeken élő, katolikus és túlnyomórészt lengyel anyanyelvű lakosságot. A hatalmas katonai túlerő következtében Litvánia nem volt képes fenntartani a régió feletti irányítást. Ez a lengyel–litván háború kiújulásához vezetett, amelynek része volt a Żeligowski-féle lázadás, amelyet titokban Józef Piłsudski rendelt el. Ez a lázadás teljes mértékben a lengyel hadsereg támogatásával és oldalvédelmével zajlott, és végül a Közép-Litván Köztársaság létrejöttéhez vezetett.
A köztársaság állami adminisztrációs jellemzőkkel bírt, de valójában egy szuverén állam utánzataként működött, amely elnyomta a litván szervezeteket és oktatást, valamint cenzúrázta és felfüggesztette a litván kiadványokat. Számos halasztás után, 1922. január 8-án vitatott választásra került sor, majd a területet Lengyelországhoz csatolták. Néhány évvel később a lengyel vezető, Józef Piłsudski megerősítette, hogy személyesen utasította Żeligowskit a lázadás megszervezésére.
A lengyel–litván határt a két világháború közötti időszakban az Antanthatalmak Nagyköveteinek Konferenciája és a Nemzetek Szövetsége is elismerte. A kaunasi központú Litván Köztársaság azonban nem ismerte el, egészen 1938 márciusáig, amikor a lengyel ultimátum hatására Litvánia elfogadta az úgynevezett demarkációs vonal szerinti status quót. Ugyanakkor Litvánia 1938 májusában kiadott új alkotmánya ismét Vilniust nevezte meg Litvánia fővárosának. 1931-ben a hágai nemzetközi bíróság kimondta, hogy a lengyelek által a régió elfoglalása nemzetközi jogot sértett, ám ennek nem voltak politikai következményei.

## Fordítás
- Ez a szócikk részben vagy egészben  a   Republic of Central Lithuania című angol Wikipédia-szócikk ezen változatának fordításán alapul.  Az eredeti cikk szerkesztőit annak laptörténete sorolja fel. Ez a jelzés csupán a megfogalmazás eredetét és a szerzői jogokat jelzi, nem szolgál a cikkben szereplő információk forrásmegjelöléseként.